# Guangxi Sportcenter
Het Guangxi Sportcenter (Chinees: 广西体育中心) is een multifunctioneel stadion in Nanning, een stad in het zuidoosten van China, in de autonome regio Guangxi. Het stadion wordt vooral gebruikt voor voetbalwedstrijden. In het stadion is plaats voor 60.000 toeschouwers.

## Internationale toernooien
Het stadion werd geopend in 2010. Het stadion werd gebruikt voor twee internationale toernooien, de China Cup 2017 (10–15 januari) en China Cup 2018 (22–26 maart).